# Agnes Sophie Reuß zu Ebersdorf
Agnes Sophie Gräfin und Herrin zu Plauen (geborene Gräfin von Promnitz; * 14. Mai 1720 in Sorau, Niederlausitz, Kurfürstentum Sachsen; † 2. August 1791 in Herrnhut, Oberlausitz, Kurfürstentum Sachsen) war Besitzerin zahlreicher Güter in der Ober- und Niederlausitz und Mitglied der Herrnhuter Brüdergemeine.

## Leben
Agnes Sophie war das jüngste Kind von Graf Erdmann II. von Promnitz aus dessen erster Ehe mit Anna Maria von Sachsen-Weißenfels. Nach dem Tod des Vaters zog sie 1745 nach Ebersdorf im Vogtland und heiratete zwei Jahre später Graf Heinrich XXVIII. Reuß zu Ebersdorf in Berthelsdorf. Mit diesem zog sie nach Herrnhut und Barby, wo beide aktiv in der Brüdergemeine tätig waren. Agnes Sophie begleitete ihren Ehemann auf Reisen in Deutschland, in die Schweiz, in die Niederlande, nach Frankreich und England. 1764 äußerte sie sich sehr enttäuscht über ihre Zurücksetzung als Frau nach Strukturveränderungen in der Organisation.

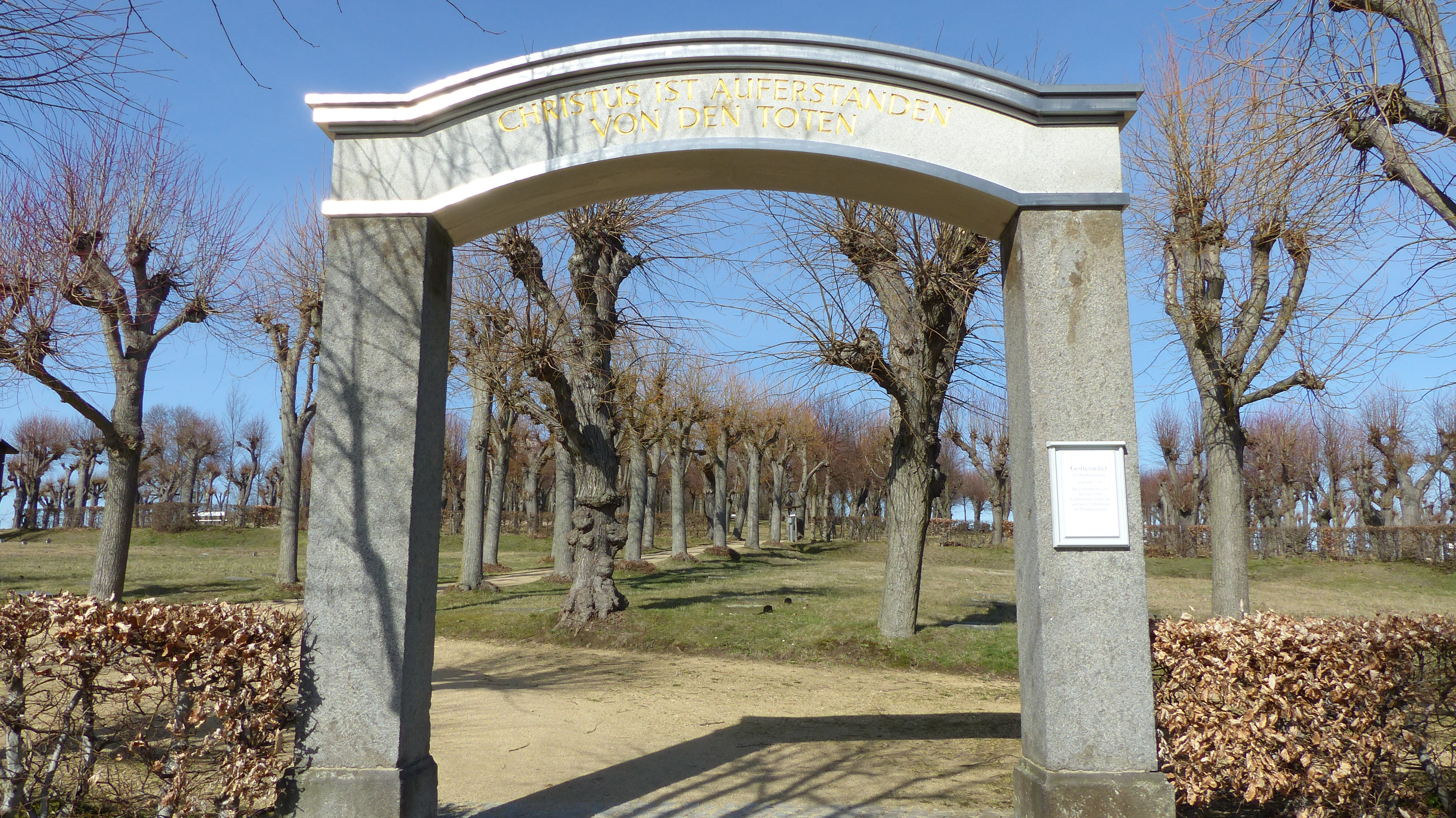
Der Herrnhuter Gottesacker (2016). Friedhof der Herrnhuter Brüdergemeine

1765 erhielt sie einen Teil der Besitzungen ihres Bruders Johann Erdmann. In den folgenden Jahren erwarb sie weitere Güter. Agnes Sophie Reuß starb in Herrnhut, wo sie auf dem Gottesacker bestattet wurde.
Da sie keine Nachkommen hatte, erbte ihr Ehemann ihre Besitzungen. Mit Agnes Sophie starb die letzte Angehörige der gräflichen Linie der Familie von Promnitz.

## Besitz
- 1765 Herrschaft Drehna, Vetschau in der Niederlausitz
- 1765 Herrschaft Wehrau, zur Hälfte, in der Oberlausitz[2]
- 1769 (oder früher) Klix, Kauppa, Leichnam (Spreewiese), Salga, Göbeln, Kleinwelka, Niederstrahwalde in der Oberlausitz
- 1775 Neudietendorf im Herzogtum Sachsen-Gotha-Altenburg
- 1781 Mönau, Rauden, Lieske in der Oberlausitz[3]